# Ріплі (Мен)
Ріплі (англ. Ripley) — місто (англ. town) в США, в окрузі Сомерсет штату Мен. Населення — 484 особи (2020).

## Демографія
Згідно з переписом 2010 року, у місті мешкало 488 осіб у 217 домогосподарствах у складі 139 родин. Було 316 помешкань
Расовий склад населення:
| - 99,6 % — білих - 0,2 % — чорних або афроамериканців |

До двох чи більше рас належало 0,2 %. Частка іспаномовних становила 0,2 % від усіх жителів.
За віковим діапазоном населення розподілялося таким чином: 18,4 % — особи молодші 18 років, 65,2 % — особи у віці 18—64 років, 16,4 % — особи у віці 65 років та старші. Медіана віку мешканця становила 49,1 року. На 100 осіб жіночої статі у місті припадало 104,2 чоловіків;  на 100 жінок у віці від 18 років та старших — 103,1 чоловіків також старших 18 років.
Середній дохід на одне домашнє господарство  становив 48 741 долар США (медіана — 44 583), а середній дохід на одну сім'ю — 57 473 долари (медіана — 57 031). Медіана доходів становила 49 107 доларів для чоловіків та 31 250 доларів для жінок. За межею бідності перебувало 19,7 % осіб, у тому числі 10,0 % дітей у віці до 18 років та 19,1 % осіб у віці 65 років та старших.
Цивільне працевлаштоване населення становило 199 осіб. Основні галузі зайнятості: освіта, охорона здоров'я та соціальна допомога — 22,6 %, роздрібна торгівля — 19,6 %, виробництво — 19,6 %.